# Landwirtschaft in Sierra Leone

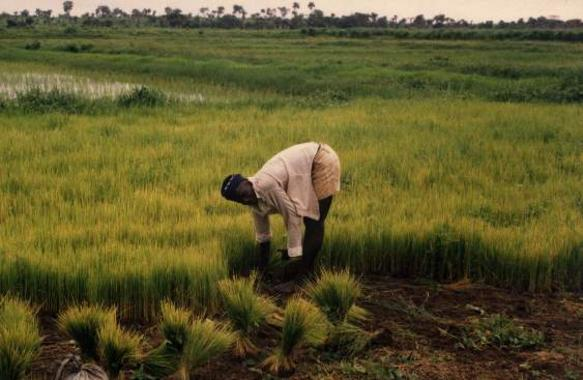
Reisfeld in Sierra Leone

Die Landwirtschaft in Sierra Leone spielt im westafrikanischen Sierra Leone, vor allem in der Selbstversorgung, eine herausragende wirtschaftliche Rolle. Federführend beim Ausbau der Landwirtschaft ist das Ministerium für Land- und Forstwirtschaft. Für die Vermarktung ist das Produce Monitoring Board zuständig.

## Hintergrund
Während Sierra Leone sich bis in die 1980er Jahre mit dem Grundnahrungsmittel Reis stets selbst versorgen konnte, ist dies seit Anfang der 1990er Jahre mit Beginn des bis 2002 andauernden Bürgerkriegs nicht mehr der Fall. Die Landwirtschaft in fast allen Bereichen basiert auf der wenig effizienten und kaum wirtschaftlich ausgerichteten Subsistenzwirtschaft. Mit 124 Kilogramm pro Kopf und Jahr gehört Sierra Leone zu den größten Konsumenten von Reis in Subsahara-Afrika.

## Wirtschaftliche Bedeutung
Die Landwirtschaft trägt (Stand 2017) 60,7 Prozent zum Bruttoinlandsprodukt bei. Nahezu ebenso hoch (60,1 Prozent) ist der Anteil der arbeitenden Bevölkerung im primären Wirtschaftssektor. Während Nahrungsmittel, darunter auch Grundnahrungsmittel, zu einem Großteil importiert werden müssen, exportiert Sierra Leone vor allem Kakaobohnen
und Palmöl.
Zu den Hauptproblemen in Verbindung mit der Landwirtschaft zählen die Zerstörung des Primärwaldes (nur noch 15 Prozent der ursprünglichen Fläche sind erhalten) als Folge der nötigen Brandrodung aufgrund von Wanderfeldbau, Bodenerosion, und Bodendegradation. Der Mangel an landwirtschaftlicher Nutzfläche, vor allem auch durch den Verkauf an Ausländer, nimmt zu und hat großes Konfliktpotential.
Zahlreiche internationale Organisationen, vor allem der Entwicklungszusammenarbeit sind mit diversen Projekten in die Thematik Landwirtschaft und Ernährungssicherung in Sierra Leone involviert. Zum Beispiel unterstützt USAID das Land bei dem Ausbau der Aquakultur.

## Nutzpflanzen

### Reis
| Reis | Reis       |
| Jahr | Tonnen     |
| ---- | ---------- |
| Jahr | in Tausend |
| 2020 | 1049,795 ▲ |
| 2019 | 947,464 ▲  |
| 2018 | 918,713 ▼  |
| 2017 | 1400,000 ▼ |
| 2016 | 1560,363 ▲ |
| 2015 | 0871,693 ▼ |
| 2010 | 1026,671 ▲ |
| 2005 | 0552,000 ▲ |
| 2000 | 0199,134 ▼ |
| 1990 | 0503,700 ▼ |
| 1980 | 0513,000 ▲ |
| 1970 | 0450,000   |

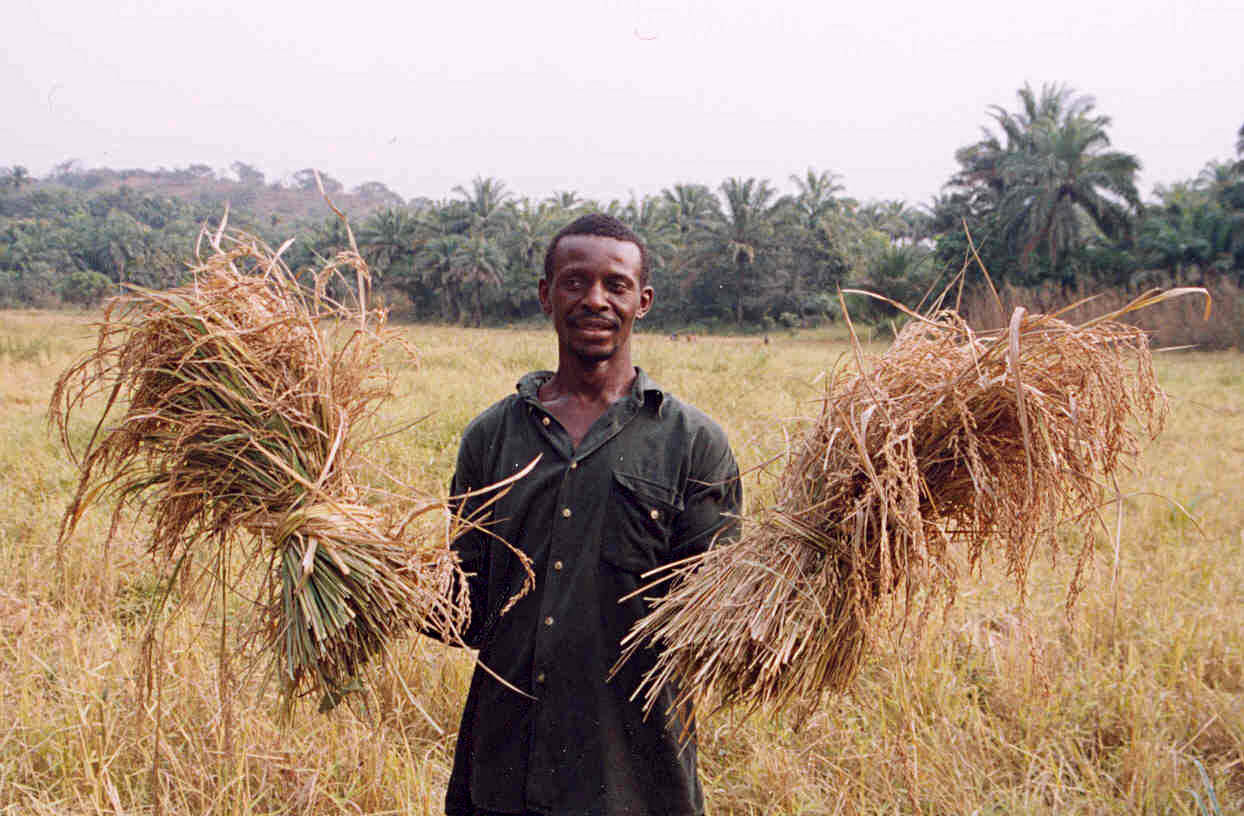
Reisbauer in Sierra Leone

Der Reisanbau in Sierra Leone war kontinuierlich von 1990 bis ins Jahr 2000 rückläufig, was vor allem dem Bürgerkrieg geschuldet war. So nahm die Anbaufläche von knapp 393.000 Hektar 1990 auf 183.200 zehn Jahre später ab. Gleichzeitig wurden mit 199.000 Tonnen deutlich weniger als die mehr als 503.000 Tonnen 1990 produziert. Die Produktion nahm nach dem Bürgerkrieg wieder deutlich auf 552.000 Tonnen im Jahr 2005, und damit etwa den Wert der 1980er Jahre, zu. 2017 betrug die Produktion etwa 1,4 Millionen Tonnen auf einer Anbaufläche von etwa mehr als 647.000 Hektar.

### Cassava
Neben Reis ist Cassava ein weiteres Grundnahrungsmittel in Sierra Leone. Die Wurzel wird vor allem im Südwesten, Zentrum und hohen Norden Sierra Leones angebaut. Die Ernte ist vor allem von Krankheitsbefall durch den African cassava mosaic virus und Pilzbefall durch Rigidoporus microporus abhängig, nahm aber seit 1970 stetig zu.
Im Jahr 2005 lag die Cassavproduktion bei 2,287 Millionen Tonnen und stieg bis auf 4,76 Millionen Tonnen 2017 an. Dem gegenüber standen lediglich 82.500 bzw. 95.000 Tonnen in den Jahren 1980 bzw. 1990.

### Sonstige Produkte

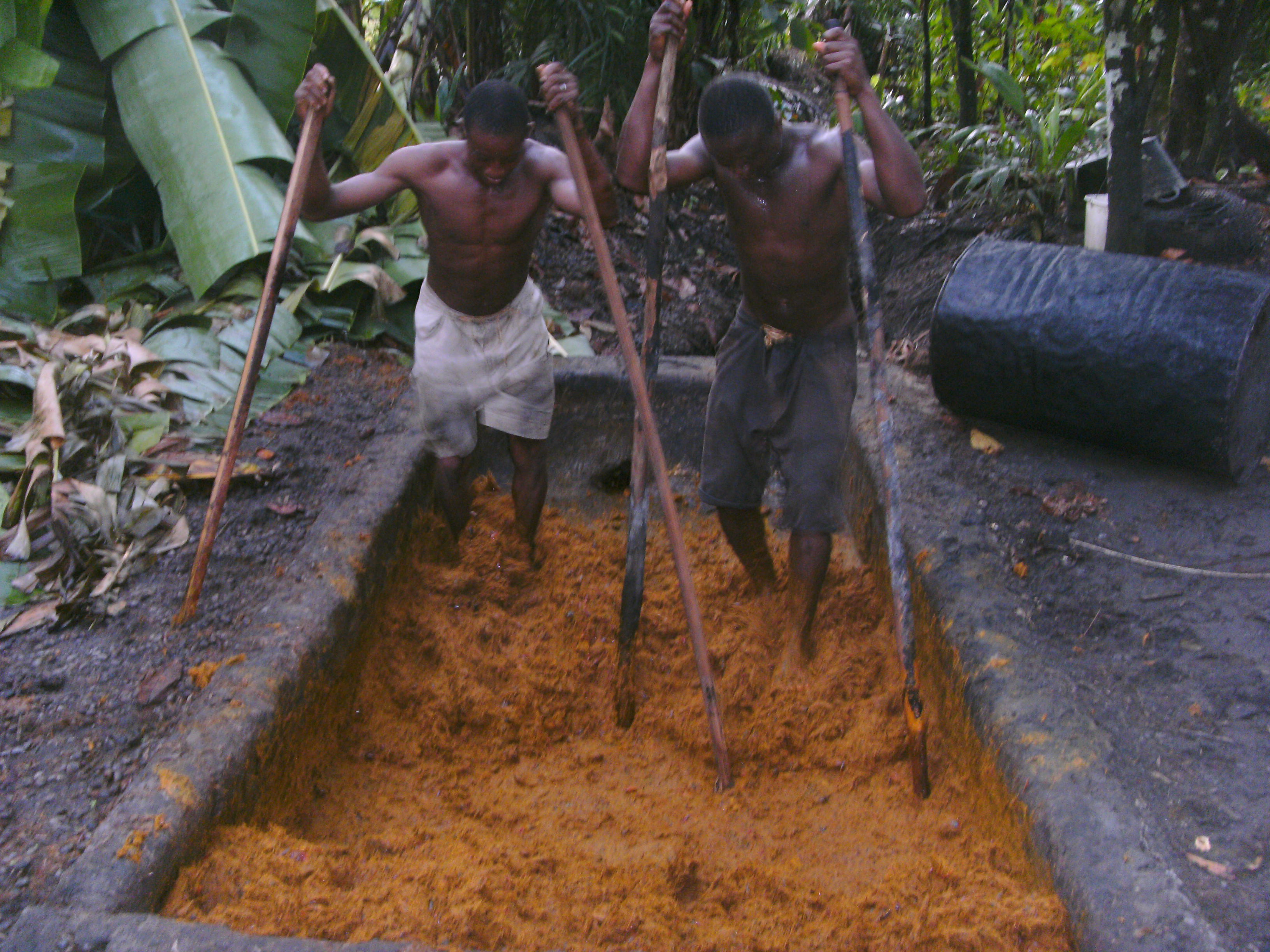
Palmöl-Herstellung in Sierra Leone

Süßkartoffeln sind ebenfalls ein wichtiges landwirtschaftliches Produkt in Sierra Leone. 2005 wurden noch 191.500 Tonnen produziert. Dem gegenüber stehen 248.247 Tonnen im Jahr 2017. Die Produktion von Erdnüssen war zwischen 1970 und dem Jahr 2000 mit 10.000 bis 20.000 Tonnen pro Jahr relativ konstant. 2005 wurden fast 105.000 Tonnen produziert und sank seitdem auf knapp 65.000 Tonnen im Jahr 2017 ab. Entgegen dem internationalen Trend ging die Produktion von Palmkernen für die Herstellung von Palmöl und Palmfrüchten in Sierra Leone zurück. 2017 betrug die Ernte von Palmfrüchten 211.292 Tonnen, von Palmkernen knapp 29.000 Tonnen.
Zudem werden in Sierra Leone Sorghum, Mais, Hirse sowie Zitrusfrüchte, Zuckerrohr, Kakaobohnen, Kaffee und Kokosnüsse und Cashew angebaut.

## Nutzvieh

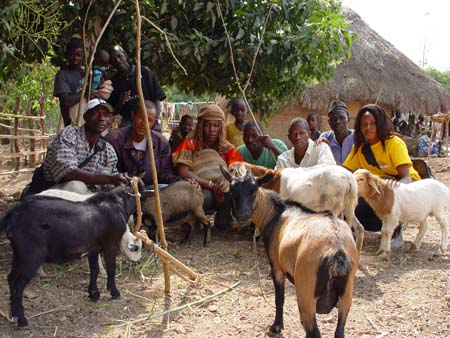
Ziegenhaltung in Sierra Leone

Die Nutzviehhaltung spielt in Sierra Leone keine große kommerzielle Rolle. Sie dient vor allem der Selbstversorgung. Am weitesten verbreitet sind Rinder, Schafe, Ziegen, Schweine und Geflügel (v. a. Hühner, Moschusente und Perlhuhn). Der Bestand, vor allem an Rindern, hat während des Bürgerkrieges deutlich abgenommen. Rinder werden vor allem von den Fula im Norden des Landes gehalten.
|                       | 1970             | 1980                 | 1990                 | 2000                 | 2005                  | 2010                  | 2015                     | 2017                     | 2020      |
| --------------------- | ---------------- | -------------------- | -------------------- | -------------------- | --------------------- | --------------------- | ------------------------ | ------------------------ | --------- |
| Rind                  | 296.000          | 348.000 ▲            | 330.000 ▼            | 200.000 ▼            | 250.000 ▲             | 517.000 ▲             | 798.820 ▲                | 700.000 ▼                | 598.442 ▼ |
| Ziege                 | 102.000          | 136.000 ▲            | 148.800 ▲            | 200.000 ▲            | 318.381 ▲             | 803.000 ▲             | 904.938 ▲                | 900.000 ▼                | 773.519 ▼ |
| Schaf                 | 185.000          | 267.000 ▲            | 270.910 ▲            | 200.000 ▲            | 272.222 ▲             | 682.000 ▲             | 881.577 ▲                | 870.000 ▼                | 975.690 ▲ |
| Geflügel Hühner Enten | 2.900.000 45.000 | 4.050.000 ▲ 52.000 ▲ | 6.000.000 ▲ 62.000 ▲ | 4.000.000 ▼ 70.000 ▲ | 3.329.000 ▼ 311.000 ▲ | 9.460.000 ▲ 803.000 ▲ | 12.500.000 ▲ 1.144.000 ▲ | 12.500.000 ▬ 1.100.000 ▼ |           |
| Schwein               | 20.000           | 36.000 ▲             | 50.000 ▲             | 52.000 ▲             | 18.372 ▼              | 47.364 ▲              | 63.677 ▲                 | 50.838 ▼                 | 268.746 ▲ |
| Quelle                |                  |                      |                      |                      |                       |                       |                          |                          |           |